# Remington Model 11-87
Remington Model 11-87 — самозарядное ружьё, разработанное в 1987 году на основе конструкции Remington 1100.

## Варианты и модификации
Ружьё производится под патрон 12-го и 20-го калибра в нескольких модификациях и вариантах исполнения:
- Remington 11-87 Sportsman — охотничье ружьё с вентилируемой прицельной планкой на стволе
- Remington 11-87 Tactical
- Remington 11-87 Police
- Remington 11-87 Police «Entry gun» — вариант с укороченным до 360 мм стволом

## В культуре
Это ружьё с глушителем использует Антон Чигур в фильме «Старикам тут не место».